# Интервали на гитари
Интервал  (лат. intervallum, размак) у музици представља размак између било која два тона у лествици од којих се нижи назива доњим а виши горњим, са изузетком чисте приме код које су оба тона једнаке висине. Интервали се пре свега деле на хармонске, код којих два тона звуче истовремено, и мелодијске, код којих се два тона чују један за другим. Даље две поделе интервала су по величини и врсти.

## Интервали гитаре
Врло је важно знати разлику између полустепена и целог степена. Полустепен представља размак од једног прага, а цели степен представља размак од два прага.

### Једноставни интервали
| Број полустепена | Молски, дурски, или чисти интервали | Кратко | Повећан или смањен интервал | Кратко | Енглески назив | Често коришћена имена             |
| ---------------- | ----------------------------------- | ------ | --------------------------- | ------ | -------------- | --------------------------------- |
| 0                | Чиста прима                         | P1     | Умањена секунда             | d2     | Unison note    |                                   |
| 1                | Мала секунда                        | m2     | Повишена прима              | A1     | Minor 2nd      | Семитон, полустепен, пола степена |
| 2                | Велика секунда                      | M2     | Умањена терца               | d3     | Major 2nd      | Тон, цео тон, цео степен          |
| 3                | Мала терца                          | m3     | Повишена секунда            | A2     | Minor 3rd      | Трисемитон                        |
| 4                | Велика терца                        | M3     | Умањена кварта              | d4     | Major 3rd      |                                   |
| 5                | Чиста кварта                        | P4     | Повишена терца              | A3     | Perfect 4th    |                                   |
| 6                |                                     |        | Умањена квинта              | d5     | Diminished 5th | Тритон                            |
| 6                | Повишена кварта                     | A4     | Augmented 4th               |        |                | Тритон                            |
| 7                | Чиста квинтa                        | P5     | Умањена секста              | d6     | Perfect 5th    |                                   |
| 8                | Мала секста                         | m6     | Повишена квинта             | A5     | Minor 6th      |                                   |
| 9                | Велика секста                       | M6     | Умањена септима             | d7     | Major 6th      |                                   |
| 10               | Мала септима                        | m7     | Повишена секста             | A6     | Minor 6th      |                                   |
| 11               | Велика септима                      | M7     | Умањена октава              | d8     | Major 7th      |                                   |
| 12               | Чиста октава                        | P8     | Повишена септима            | A7     | Octave         |                                   |

### Објашњење једноставних интервала
- Чиста прима је прима код које су доњи и горњи тон идентични. Пример: c-c. Дакле, чиста прима је поновљен тон.
- Мала секунда код које је размак између тонова један полустепен. Пример: це-дес.
- Велика секунда код које је размак између тонова цео степен. Пример: це-де.
- Мала терца код које је размак између тонова три полустепена. Пример: це-ес.
- Велика терца код које је размак између тонова четири полустепена. Пример: це-е.
- Чиста кварта код које је размак између тонова пет полустепена. Пример: це-еф. ( сем изузетка: еф-бе )
- Прекомерна кварта код које је размак између тонова шест полустепена. Пример: це-фис.
- Умањена квинта код које је размак између тонова шест полустепена. Пример: це-гес. По звучности је еквивалентна прекомерној кварти.
- Чиста квинта код које је размак између тонова седам полустепена. Пример: це-ге.
- Мала секста код које је размак између тонова осам полустепена. Пример: це-ас.
- Велика секста код које је размак између тонова девет полустепена. Пример: це-а.
- Мала септима код које је размак између тонова десет полустепена. Пример: це-бе.
- Велика септима код које је размак између тонова једанаест полустепена. Пример: це-ха.
- Чиста октава код које је размак између тонова дванаест полустепена. Пример: це1-це2.